# Send Me an Angel
 Send Me an Angel  em português: Me Envie Um Anjo é uma power ballad da banda alemã de hard rock Scorpions, lançada em seu álbum de 1990 Crazy World . Juntamente com "Wind of Change", tornou-se a faixa do álbum mais conhecida, alcançando a 44ª posição no gráfico da Billboard Hot 100 , e a 8ª posição no Mainstream Rock Chart  e grande sucesso em muitos países europeus.
Uma versão orquestral da canção foi gravada para o álbum orquestral dos anos 2000 Moment of Glory com vocais  feitos pelo famoso cantor italiano Zucchero. Uma versão acústica da canção também foi gravada para o álbum acústico da banda, intitulado Acoustica.
Em 1994, a banda de heavy metal Black Sabbath, lançou o álbum  Cross Purposes que contém na capa  a imagem do mesmo anjo em chamas da capa do single Send Me an Angel . A banda não se pronunciou sobre o assunto.
A canção foi regravada pelo organista  alemão Klaus Wunderlich em um de seus últimos álbuns, Keys for Lovers e pelo grupo de música eletrônica Sleepthief com a cantora canadense Kristy Thirsk nos vocais. A canção foi tocada em um episódio de Cold Case, intitulado "Who's Your Daddy?" (em português: "quem é seu pai?").

## Faixas
7" single
1. "Send Me an Angel" — 4:34
2. "Crazy World" — 5:08

CD maxi
1. "Send Me an Angel" — 4:34
2. "Crazy World" — 5:08
3. "Holiday (live)" — 3:15